# Petroica rosea
La florencia rosada (Petroica rosea) es una especie de ave paseriforme de la familia Petroicidae endémica de Australia.

## Taxonomía

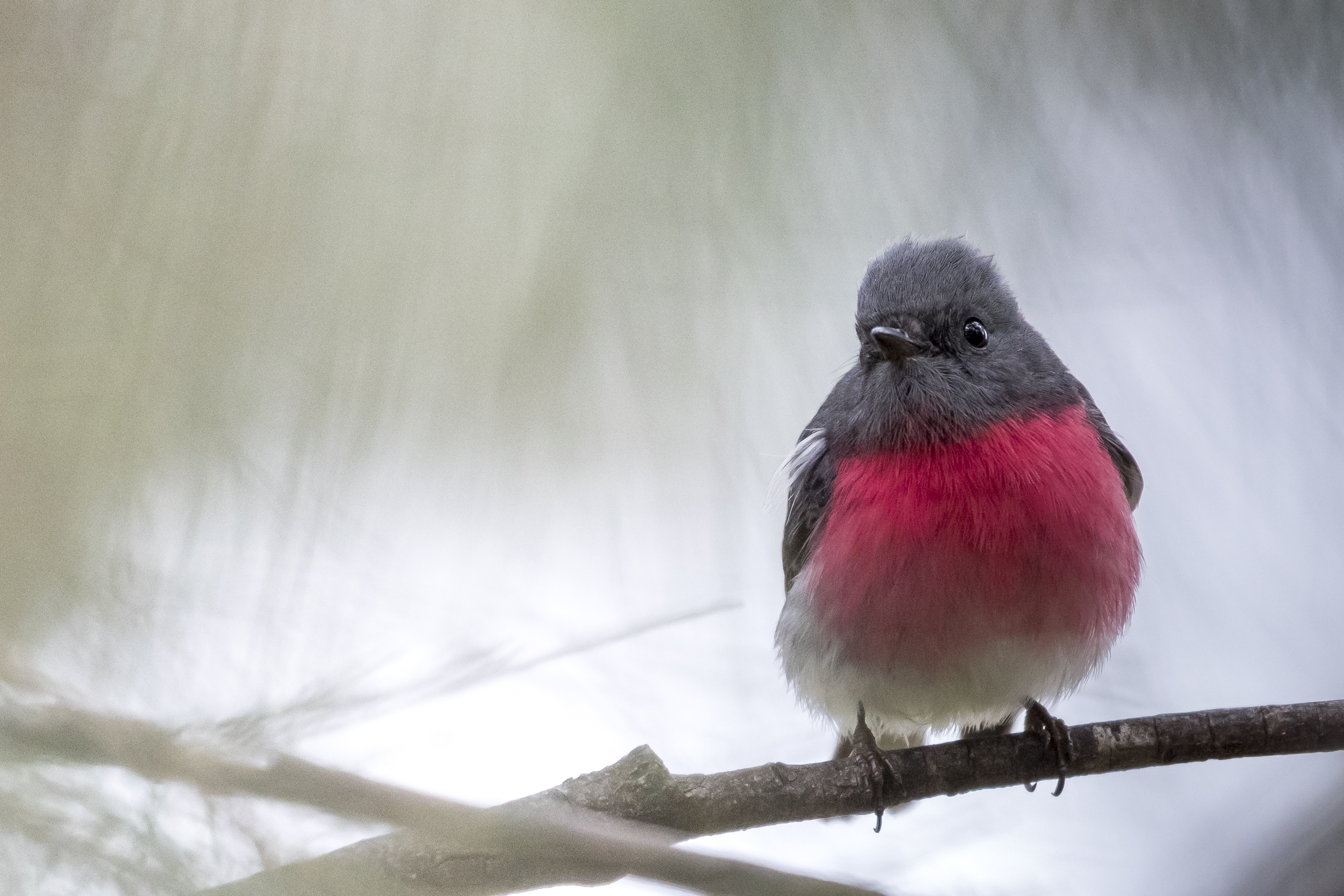
Macho de Florencia rosada (Petroica rosea) en Palmerston, Canberra, Australia

Fue descrito científicamente por el ornitólogo inglés John Gould en 1840 como Petroica rosea, su epíteto específico deriva del latín «roseus» que significa rosa. 
Como todos los petirrojos australianos, la petroica rosada no está relacionada con el petirrojo europeo, sino que pertenece al parvorden Corvida que comprende a muchos paseriformes tropicales y australianos, incluidos los pardalotes, los maluros y los mieleros, así como los cuervos. Pertenece al género Petroica, cuyos miembros australianos son conocidos coloquialmente como «petirrojos rojos» diferenciados de los «petirrojos amarillos» del género Eopsaltria. Análisis de ADN mitocondrial a los miembros australianos del género Petroica sugieren que la petroica rosada y la petroica encarnada son los parientes más cercanos en el género.

## Descripción

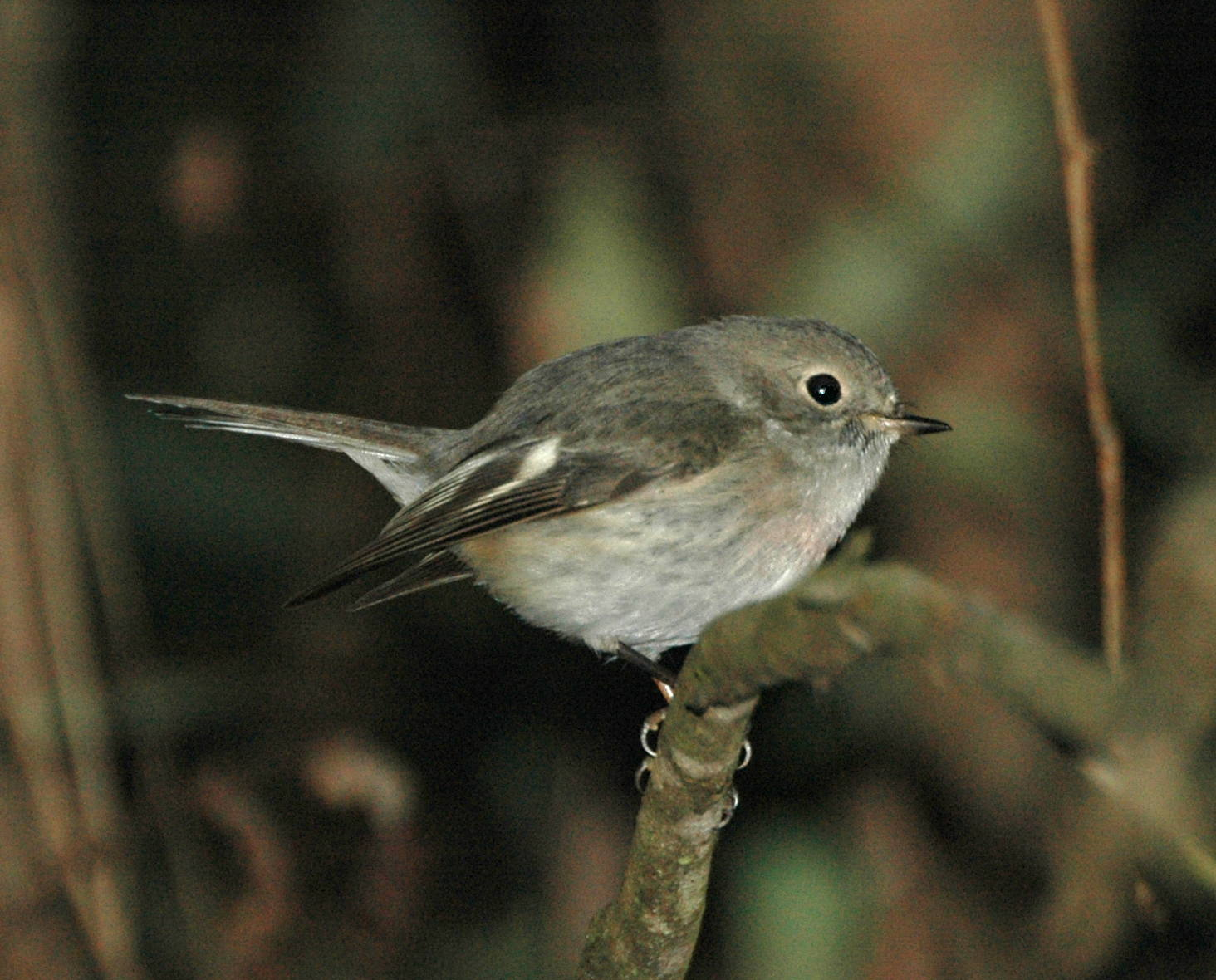
Hembra

Las aves adultas miden entre 11 y 12 cm de longitud y pesan entre 7 y 10 gramos. Los machos tienen el pecho y el abdomen rosados, la cabeza, la garganta, el dorso y la cola de color gris oscuro. La hembra es de color simple, gris marrón pálido en las partes superiores y un blanco grisáceo en las partes inferiores, con pequeñas marcas blancas en las alas y sobre el pico. El pico, las patas y los ojos son de color negro.

## Distribución y hábitat
Se distribuye en el este y sureste de Australia, desde Rockhampton al este de la Gran Cordillera Divisoria a través del este de Nueva Gales del Sur y Victoria hasta el sureste de Australia Meridional. Habita en bosques esclerófilos húmedos y lluviosos, donde vive en barrancos y valles, dispersándose en bosques más secos en los meses más fríos. Esta especie es vulnerable al desarrollo y al desmonte de áreas boscosas, lo que ha hecho que desaparezca en estas áreas. Se han registrado poblaciones en áreas de conservación en los suburbios del este de Melbourne.

## Comportamiento
Son encontradas solas o en parejas y tienden a alimentarse en las copas de los árboles. Los insectos y las arañas forman la mayor parte de la dieta, y la mayoría son atrapados en vuelo. A diferencia de otras especies de su género, no regresa a la misma rama mientras se alimenta. Sus presas consisten en una variedad de arañas e insectos, que incluye orugas, avispas, chinches, escarabajos, moscas y hormigas.

## Reproducción
La temporada de reproducción es entre septiembre y enero. El nido es un cuenco limpio y profundo hecho de trozos de musgo y helecho. Utilizan telas de araña, plumas y piel para atar/rellenar y colocan  líquenes en el exterior. El nido generalmente está situado en la rama de un árbol grande, a unos 10–20 m sobre el suelo. La hembra pone de dos o tres huevos blancos teñidos de azul, grisáceo o pardo y salpicados de color marrón grisáceo oscuro. Los nidos a veces son parasitados por cucos pálidos (Cuculus pallidus), cucos variolosos (Cacomantis variolosus) y cuclillos de Horsfield (Chrysococcyx basalis).